# Capela de Santo António da Neve

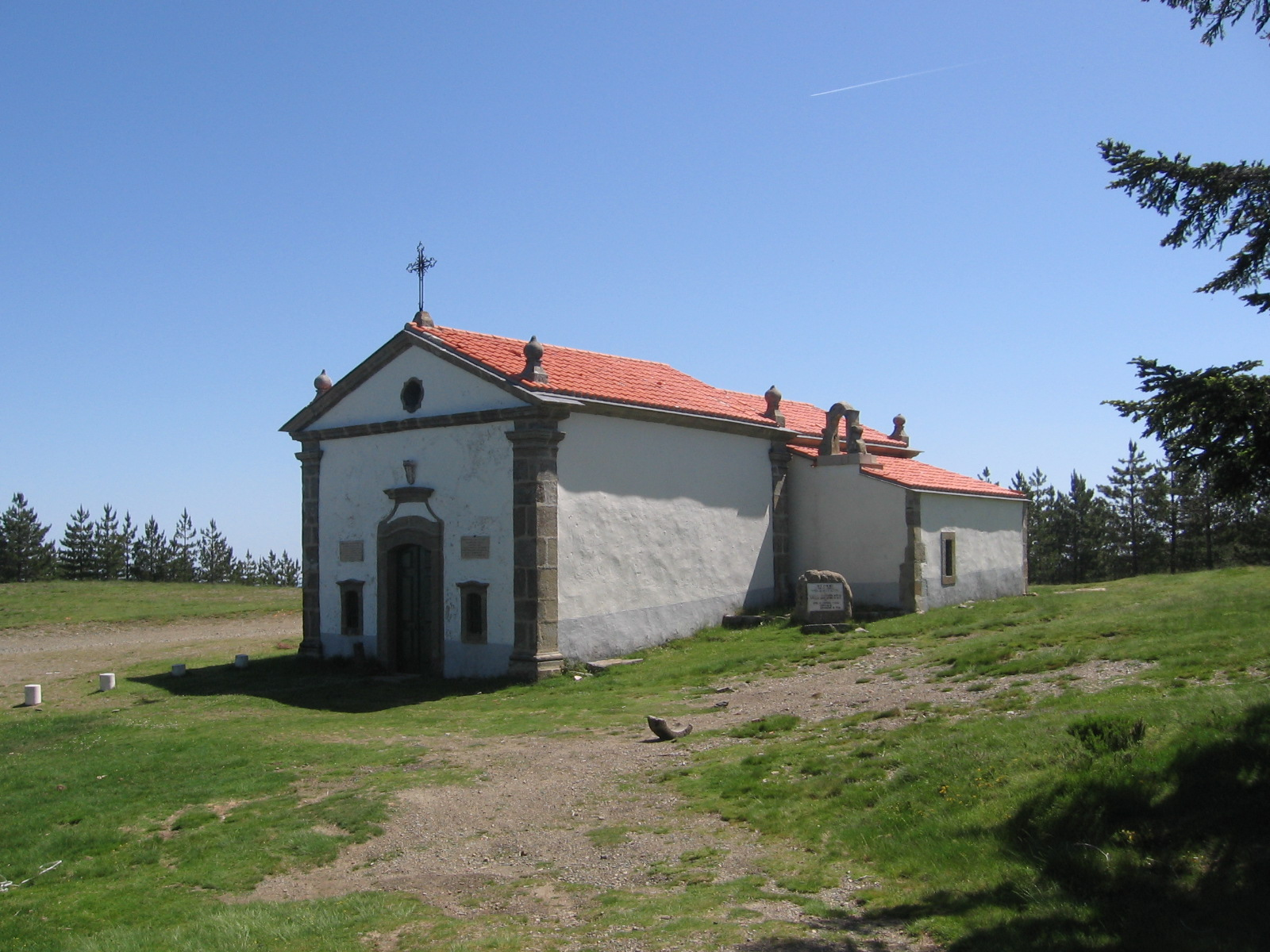
Capela de Santo António da Neve

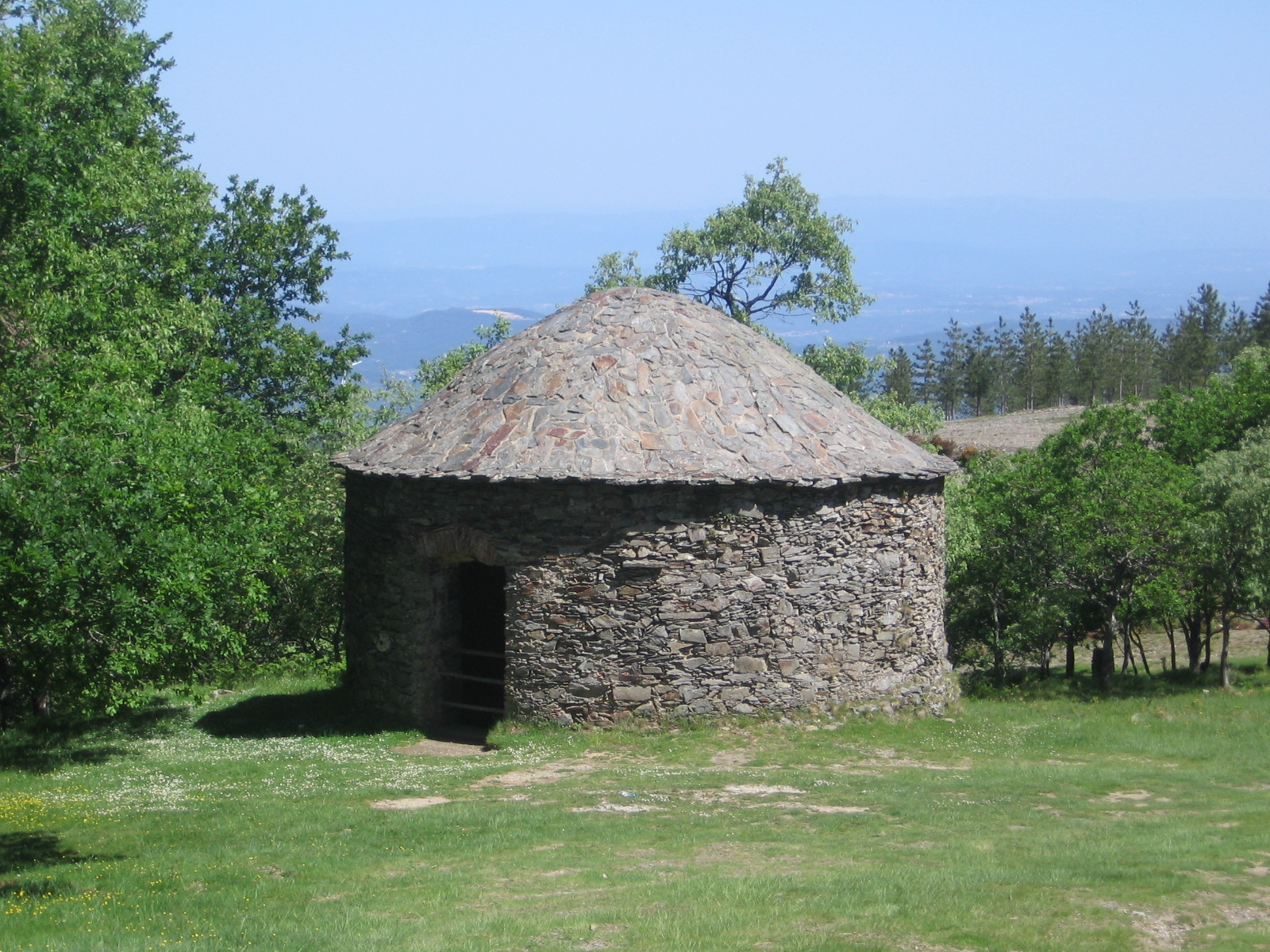
Antigo poço de neve de secção circular

A Capela de Santo António da Neve ergue-se no antigo Cabeço do Pereiro (Serra da Lousã), na atual freguesia de Castanheira de Pera e Coentral, no Município de Castanheira de Pêra.
Em honra de Santo António de Lisboa, foi mandada construir por Julião Pereira de Castro, neveiro–mor da casa real, para apoio religioso no âmbito da produção local de gelo para a corte, passando assim o local a chamar-se Santo António da Neve. 
Durante anos, esta capela esteve nas mãos de particulares, mas em 1954 foi adquirida pela Câmara Municipal de Castanheira de Pera e ficou na posse da Junta de Freguesia do Coentral. 
A capela, bem como três dos antigos Poços da Neve que estão na sua proximidade, encontram-se classificados como Imóvel de Interesse Público desde 1986.